# نامبو (مدينة خاصة)
نامبو (بالكورية:특별시) ، هي مدينة كورية شمالية وهي تشتهر بالمحاصيل الزراعية ، ويشتهر الزراعة عند الكوريين الشماليين بزراعة الأرز ، ولكن على طريقة العصور الوسطى ،

## المناخ
يظهر الجدول التالي التغييرات المناخية على مدار السنة لنامبو:
| البيانات المناخية لـنامبو         | البيانات المناخية لـنامبو | البيانات المناخية لـنامبو | البيانات المناخية لـنامبو | البيانات المناخية لـنامبو | البيانات المناخية لـنامبو | البيانات المناخية لـنامبو | البيانات المناخية لـنامبو | البيانات المناخية لـنامبو | البيانات المناخية لـنامبو | البيانات المناخية لـنامبو | البيانات المناخية لـنامبو | البيانات المناخية لـنامبو | البيانات المناخية لـنامبو |
| الشهر                             | يناير                     | فبراير                    | مارس                      | أبريل                     | مايو                      | يونيو                     | يوليو                     | أغسطس                     | سبتمبر                    | أكتوبر                    | نوفمبر                    | ديسمبر                    | المعدل السنوي             |
| --------------------------------- | ------------------------- | ------------------------- | ------------------------- | ------------------------- | ------------------------- | ------------------------- | ------------------------- | ------------------------- | ------------------------- | ------------------------- | ------------------------- | ------------------------- | ------------------------- |
| متوسط درجة الحرارة الكبرى °م (°ف) | 0.0 (32.0)                | 1.7 (35.1)                | 7.4 (45.3)                | 15.1 (59.2)               | 21.0 (69.8)               | 25.2 (77.4)               | 27.6 (81.7)               | 27.9 (82.2)               | 24.0 (75.2)               | 18.0 (64.4)               | 9.7 (49.5)                | 1.7 (35.1)                | 14.9 (58.9)               |
| المتوسط اليومي °م (°ف)            | −4.6 (23.7)               | −3.0 (26.6)               | 2.8 (37.0)                | 9.7 (49.5)                | 15.6 (60.1)               | 20.3 (68.5)               | 23.8 (74.8)               | 23.9 (75.0)               | 19.3 (66.7)               | 12.6 (54.7)               | 5.0 (41.0)                | −2.4 (27.7)               | 10.2 (50.4)               |
| متوسط درجة الحرارة الصغرى °م (°ف) | −9.1 (15.6)               | −7.6 (18.3)               | −1.7 (28.9)               | 4.4 (39.9)                | 10.3 (50.5)               | 15.5 (59.9)               | 20.1 (68.2)               | 19.9 (67.8)               | 14.7 (58.5)               | 7.3 (45.1)                | 0.3 (32.5)                | −6.4 (20.5)               | 5.6 (42.1)                |
| الهطول مم (إنش)                   | 14 (0.6)                  | 15 (0.6)                  | 25 (1.0)                  | 37 (1.5)                  | 77 (3.0)                  | 100 (3.9)                 | 278 (10.9)                | 185 (7.3)                 | 100 (3.9)                 | 40 (1.6)                  | 37 (1.5)                  | 17 (0.7)                  | 925 (36.5)                |
| المصدر: Climate-Data.org          |                           |                           |                           |                           |                           |                           |                           |                           |                           |                           |                           |                           |                           |

## توأمة
لنامبو (مدينة خاصة) اتفاقيات توأمة مع:
- تيانجين

## أعلام
- من إن غوك

## وصلات خارجية
- Korea Tourist Map (English, Korean, Japanese, Chinese)
- North Korea Uncovered, (North Korea Google Earth) This map labels most of Nampo's infrastructure locations including hotels, nearby UNESCO sites, railroads, West Sea Barge, electricity grid, and shipping facilities.
- (Korean) Has maps of most of North Korea, including districts, dong, and villages.